# Средно училище „Св. Паисий Хилендарски“ (Хасково)
Средно училище „Св. Паисий Хилендарски“ е гимназия в град Хасково, област Хасково. Създадена е през 1851 г. Патрон на училището е Паисий Хилендарски. То е разположено на ул. „Кресна“ № 1. През учебната 2022/2023 година в него се обучават 587 деца. Към 2024 г. директор на училището е Павлина Попова.

## История
Училището е приемник на килийното училище, създадено в двора на църквата „Свети Георги“ през 1851 г., то съществува като такова до 1894 г. През 1894 г. е преобразувано в начално училище „Фердинанд I“. През 1919 г. то прераства в Народно първоначално училище „Отец Паисий“. От 1949 до 1963 г. е основно – НОУ „Отец Паисий“. През 1992 г. е преобразувано в  СОУ „Св. Паисий Хилендарски“.